# Mivibe

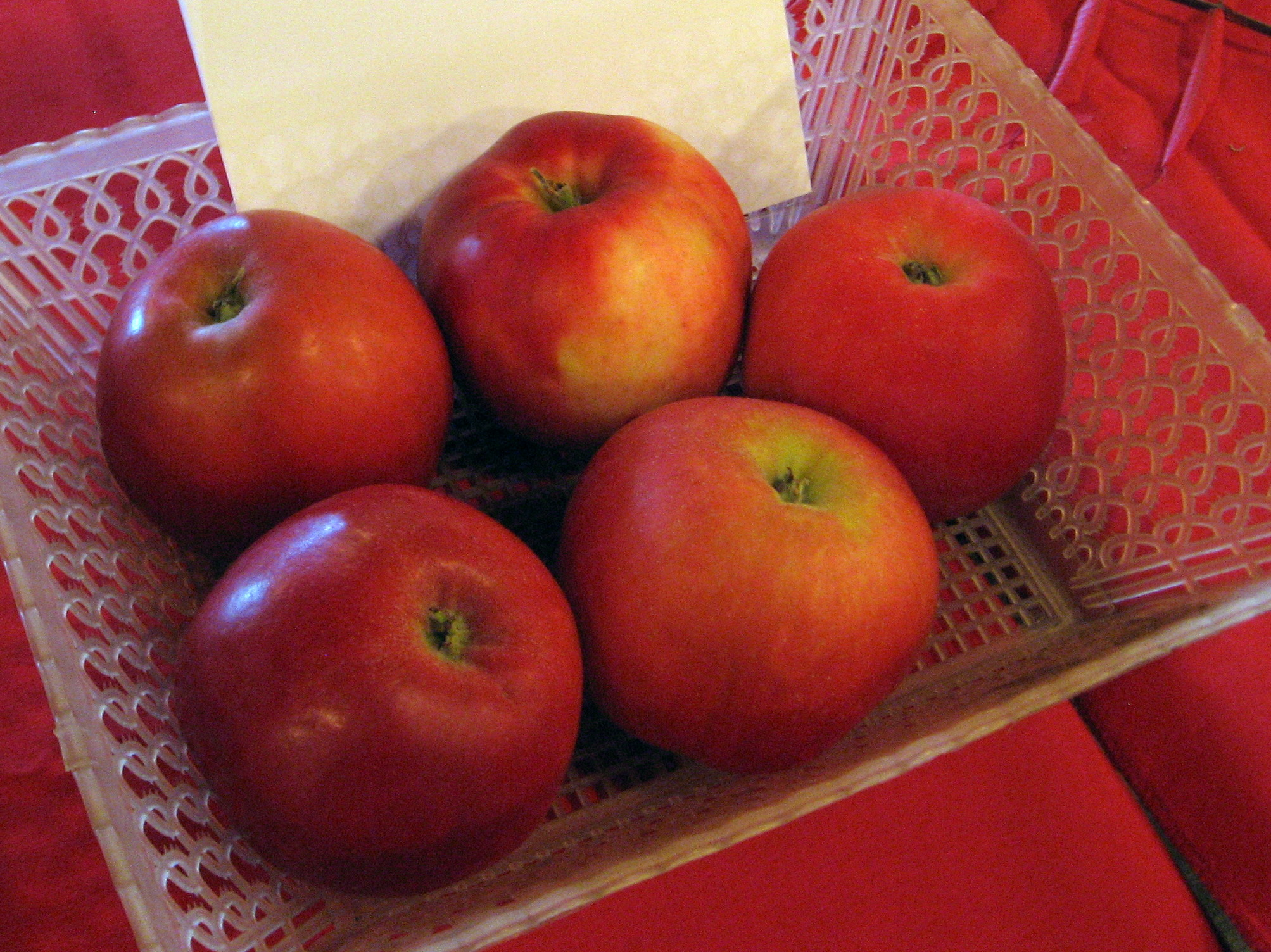

Mivibe (Malus domestica 'Mivibe') je ovocný strom, kultivar druhu jabloň domácí z čeledi  růžovitých. Plody jsou řazeny mezi odrůdy letních jablek, dozrává v červenci až srpnu, při přezrání rychle moučnatí.

## Historie

### Původ
Byla zaregistrována firmou Sempra Praha a VŠÚO Holovousy, s. r. o. v ČR, v roce 2004. Odrůda vznikla zkřížením odrůd  'Mio'  a  'Vista Bella' .

## Vlastnosti

### Růst
Růst bujný až střední. Odrůda vytváří rozložité koruny se vzpřímenými letorosty. Koruna během vegetace zahušťuje. Letní řez je vhodný. Plodonosný obrost je na krátkých výhonech.

## Plod
Plod je poměrně kulatý, střední až velký. Slupka hladká, silná, ojíněná, zelené zbarvení je překryté červenou barvou. Dužnina je bílá, slabě navinulá. 

## Choroby a škůdci
Odrůda je velmi málo napadána strupovitostí jabloní a padlím. Rovněž je poměrně málo napadána moniliózou.

## Použití
Je vhodná k přímému konzumu.